# Heinrich Sunder
Heinrich Sunder (* 11. Mai 1908 in Detmold; † 24. April 1987) war ein deutscher römisch-katholischer Geistlicher und Domkapitular in Paderborn. 

## Leben
Heinrich Sunder studierte Philosophie und Theologie und empfing die Priesterweihe. Er war Domvikar in Paderborn. Während der Zeit des Nationalsozialismus wurde er durch Polizei und Gestapo verfolgt, musste über zehn Verhöre, eine Verwarnung und eine Haussuchung wegen Predigtäußerungen, falscher Beflaggung und Durchführung einer Prozession über sich ergehen lassen. Außerdem stand sein Name auf der „Schwarzen Liste“ und der „Liste der zu Erschiessenden“.
Nach Kriegsende war er Pfarrer von St. Jodokus in Bielefeld sowie Dechant des Dekanates Bielefeld, später Domkapitular des Paderborner Doms. Er war Vorsitzender des Kuratoriums des Bielefelder Franziskus Hospitals.
1962 wurde Heinrich Sunder von Kardinal-Großmeister Eugène Kardinal Tisserant zum Ritter des Ritterordens vom Heiligen Grab zu Jerusalem ernannt und am 29. September 1962 im Paderborner Dom durch Lorenz Jaeger, Großprior der deutschen Statthalterei, investiert. Zuletzt war er Komtur des Ordens. Er war Mitglied im Deutschen Verein vom Heiligen Lande.
Er wurde im Innenhof des Kreuzganges der Jodokuskirche bestattet.

## Schriften
- Der Ikonenaltar in Bielefeld St. Jodokus, Bentrup 1963
- Sankt Jodokus, Bielefeld: kath. Pfarrkirche, ehem. Franziskanerkirche, Schnell und Steiner 1974